# Stingerea incendiilor
.

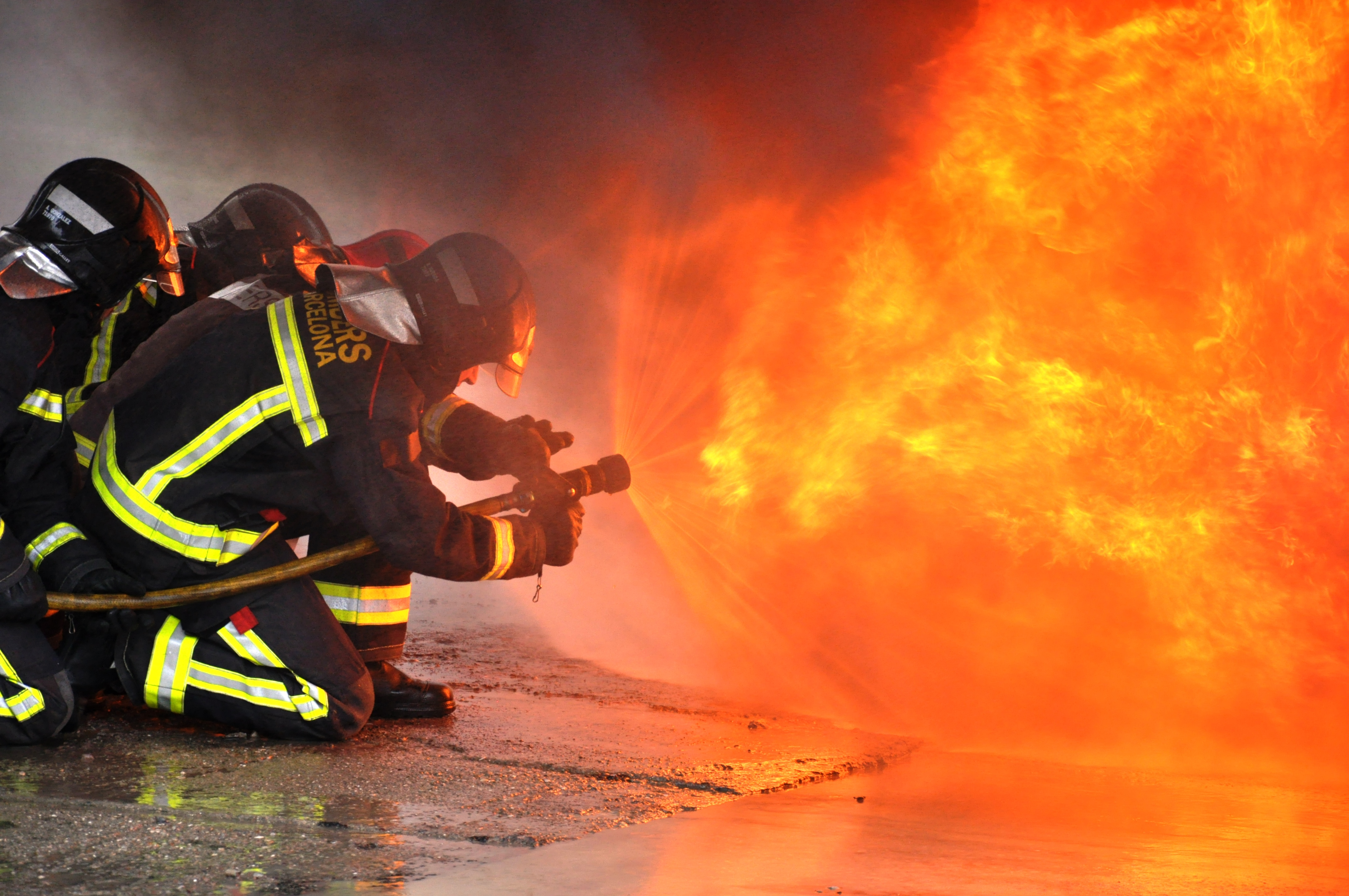
Practici de stingere a incendiilor a pompierilor din Barcelona

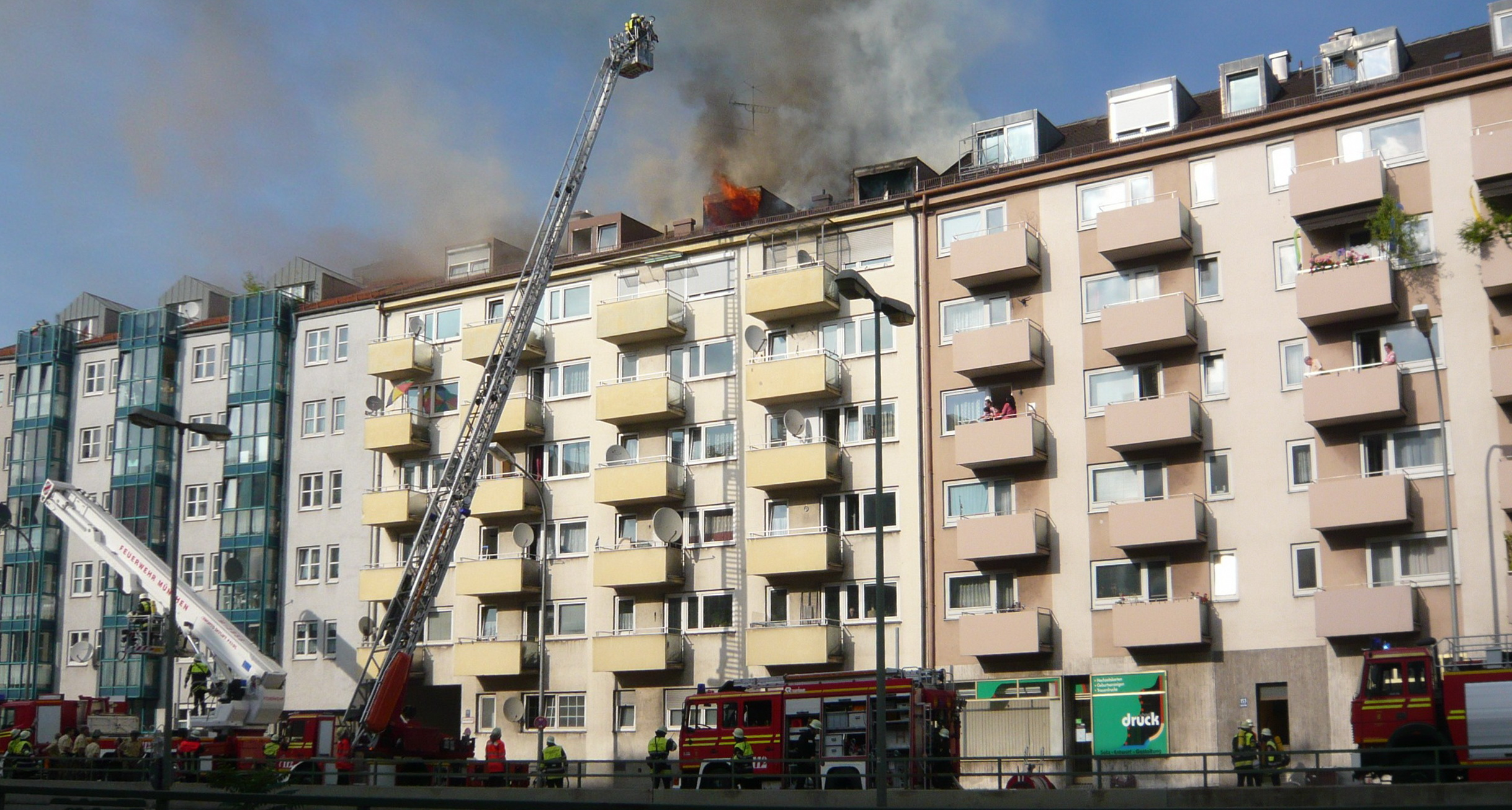
Stingera incendiului de către pompierii din München produs la un bloc de locuițe

 Stingerea incendiilor  este operațiunea prin care se încearcă de a se preveni răspândirea focului la clădiri, vehicule, și păduri. Un pompier stinge incendiile pentru a proteja viețile, proprietatea și mediul.
Pompierii urmează de obicei un grad ridicat de pregătire tehnică.  Aceasta implică stingerea la clădiri înalte și stingerea incendiilor din zonele de păduri. Instruirea specializată include stingerea incendiilor la aeroporturi a avioanelor, stingerea incendiilor la bordul navei, stingerea aeriană, stingerea incendiilor maritime.
Unul dintre pericolele majore asociate operațiunilor de stingere a incendiilor este mediul toxic creat de materialele combustibile . Cele patru riscuri majore sunt fumul, deficitul de oxigen, temperaturile ridicate și atmosferele otrăvitoare.Pericolele suplimentare includ căderile și colapsul structural (clădiri la care structura de rezistență cedează sau cele la care sunt cantități mari de zăpadă pe acestea) care pot crea problemele într-un mediu toxic. Pentru a combate unele dintre aceste riscuri, pompierii poartă aparat de respirat cu aer comprimat. 
Stingerea incendiilor reprezintă totalitatea acțiunilor de limitare și de întrerupere a procesului de ardere prin utilizarea de metode, procedee și mijloace specifice .
Primul pas într-o operațiune de stingere a incendiilor este recunoașterea, pentru a căuta locul incendiului și pentru a identifica riscurile specifice.
Incendiile pot fi stinse prin stropirea cu apă sau spumă chimică în funcție de tipul materialului sau substanței implicate:
- combustibil (lemn, hârtie);
- inflamabil (benzină);
- gazos (unde sub influența unei flăcări se poate produce o explozie).

Sunt cazuri când poate fi utilizat numai stingătorul de incendiu. În Statele Unite, tipurile de incendii sunt descrise de către Asociația Națională de Protecție împotriva Incendiilor(N.F.P.A.) .
Pentru a fi incendiu trebuie să fie simultan o cantitate suficientă de material combustibil, oxigen (aer) si o sursă de aprindere. În practică, se spune că se produce un incendiu, atunci când se formează așa numitul triunghi al focului cu laturi egale.

## Substanțe de stingere

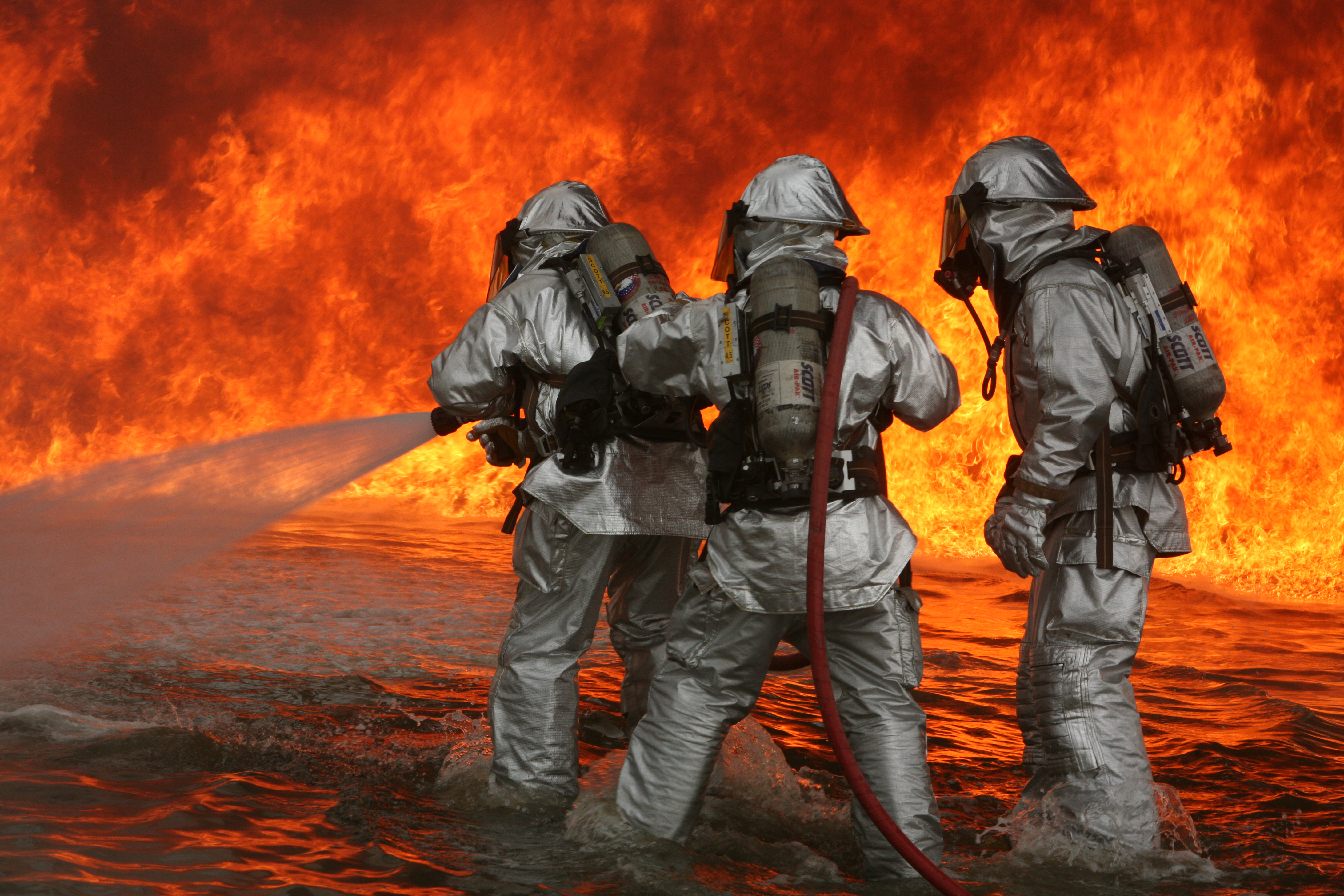
USMC Pompierii USMC neutralizează un incendiu în timpul unui exercițiu de antrenament

### Apa
Apa este substanța de stingere cu cea mai mare eficacitate în ceea ce privește stingerea incendiilor din clasa A, datorită căldurii latente de vaporizare  mare  (243,58 J la 25°C). Pentru a se vaporiza, „extrage ” o cantitate mare din căldura necesară întreținerii incendiului. Ca urmare, efectul de stingere al acestuia cu apă se realizează în principal, prin răcirea materialului care arde, dar și prin izolarea suprafeței incendiate de oxigenul din aer precum și prin acțiune mecanică (când se folosește sub formă de jet compact). Venind  în contact cu materialul aprins absoarbe căldura, se transformă în vapori și prin saturarea spațiului înconjurător, limitează accesul aerului spre focarul incendiului. De asemeni constituie totodată și un filtru pentru radiație termică, deci cu excelentă capacitate de ecranare și protecție.
Apa poate fi folosită sub formă de jet compact, pulverizat și ca abur.
- Dacă se refulează asupra zonelor de ardere sub formă de jet pulverizat (picături fine, ceață sau ploaie), față de jetul compact prezintă ca avantaje mărirea randamentului de stingere prin micșorarea consumului, nedeteriorarea obiectelor, posibilitatea utilizării în incinte cu praf combustibil, dar prezintă dezavantajul lungimii  reduse a jetului.
- Efectul de stingere al aburului se bazează pe reducerea conținutului procentual de oxigen (la o concentrație de 35% a aburului într-o incintă arderea încetează).

Ca produs de stingere aburul se folosește rar, în instalații fixe și semifixe, în special acolo unde există permanent o instalație tehnologică de abur (industria chimică, petrochimică, de lacuri și vopsele, camere de uscare etc.).
Nu se poate folosi la
- instalații electrice sub tensiune, deoarece este o bună conducătoare de electricitate;
- acolo unde sunt substanțe sau produse chimice precum carbidul, metale ca sodiul și potasiul etc., unde poate genera explozii sau poate determina degajarea de gaze combustibile care intensifică arderea.

### Spuma
Spumele se utilizează pentru incendii din clasa B. Pentru clasa A, eficacitatea este diminuată, comparativ cu cea a apei. Spuma este foarte utilă împotriva incendiilor în care ard combustibili lichizi, unde apa ar putea să întrețină focul. Ea trebuie aplicată în așa fel încât să acopere materialul care arde, blocând contactul focului cu oxigenul. Acest lucru va duce în final la stingerea focului din cauza lipsei oxigenului.
Spuma nu se poate utiliza la incendiile în care sunt implicate și surse de electricitate.

### Pulberile
Pulberile stingătoare sunt amestecuri de substanțe chimice solide, fin divizate, având unul sau mai mulți componenți principali și o serie de aditivi pentru ameliorarea caracteristicilor de mobilitate și depozitare.
După destinație, pulberile stingătoare sunt de două tipuri:
- de uz general - cele folosite pentru  incendii din clasele A, B, C și pentru echipamente electrice sub tensiune;
- de uz special - cele pentru  incendii din clasa D.

Datorită capacității mari de stingere, se recomandă folosirea pulberilor la stingerea practic a tuturor materialelor combustibile, a incendiilor de echipamente electrice sub tensiune, precum și a incendiilor la temperaturi exterioare foarte scăzute. 

### Dioxidul de carbon (CO2)

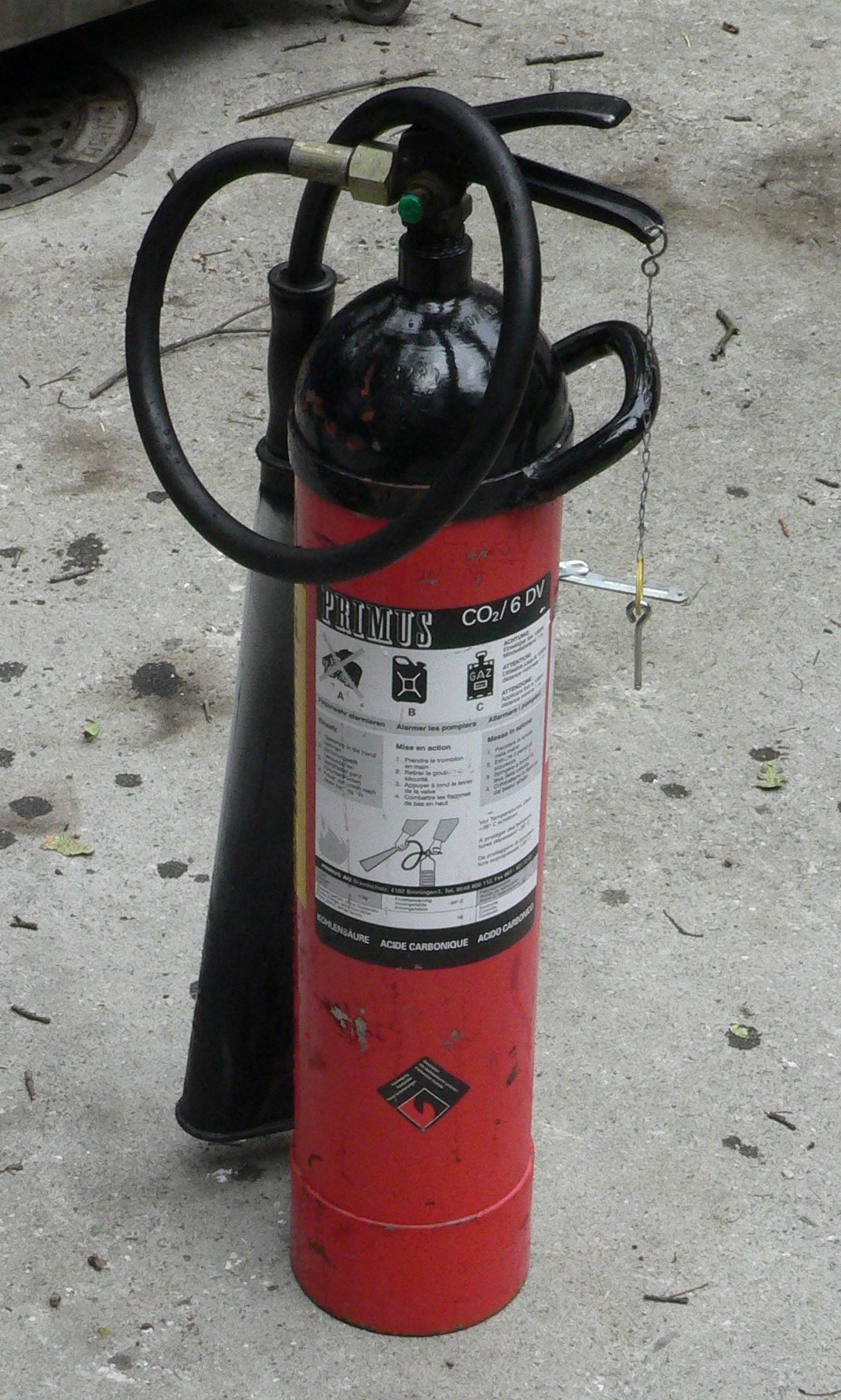
Un stingător cu CO2

Are proprietăți de stingere comparabile cu cele ale apei, în plus însă s-a constatat din practică faptul că acesta  este o substanță de stingere „curată”. După o stingere cu CO2 este necesară doar aerisirea spațiului incendiat și înlăturarea deșeurilor arse. Datorită calității sale, dioxidul de carbon  este folosit la stingerea incendiilor din clasele A, B sau C cu câteva excepții, precum și a incendiilor de instalații electrice sub tensiune. 
Din cauza proprietăților sale este neutilizabil la stingerea incendiilor din clasa D (metale piroforice) sau pentru materiale care își furnizează singure oxigenul necesare combustiei.
Stingerea cu CO2 se aplică într-un număr foarte mare de cazuri. Datorită faptului că CO2 este un gaz, înmagazinat de obicei în rezervoare (butelii) sub presiune, instalațiile sunt în majoritate automatizate. Cel mai uzual se regăsește înmagazinat în butelii (stingătoare)..

### Gazele inerte (gaze atmosferice pure -IG100, IG01, sau in amestecuri de gaze- IG541)

#### Caracteristici gaz inert
- nu este coroziv pentru echipamente
- ODP ( Ozone Depletion Potential ) = 0
- GWP ( Global Warming Potential ) = 0
- ATL ( Atmospheric Life Time ) = 0
- utilizabil pentru incinte populate
- perfect ecologic
- neconductiv electric

#### Zone tipice de utilizare
- Telecomunicații
- Camere de computer
- Camere de control
- Muzee
- Arhive istorice
- Galerii de artă
- Facilități medicale și farmaceutice
- Facilități petrochimice de petrol și gaze
- Librării și arhive
- Facilități medicale
- Facilități de producție